# Confidencial
Pour les articles homonymes, voir Confidencial (homonymie).
Confidencial (nom signifiant en français « Confidentiel »), est un journal nicaraguayen, de langue espagnole, publié à Managua.

## Histoire
L'édition papier de Confidencial est diffusée chaque semaine depuis 1996. Son fondateur Carlos Fernando Chamorro est le fils de la politique et journaliste Violeta Chamorro et de Pedro Joaquin Chamorro Cardenal, ancien journaliste de La Prensa. La version en ligne est diffusée au public depuis le 1er mars 2010 et contient une section en langue anglaise.
Le journal est connu pour son journalisme d'investigation et son analyse critique malgré des équipes réduites. 
Le 20 janvier 2019, son directeur et fondateur a annoncé son exil au Costa Rica du aux « menaces de régime de Daniel Ortega et Rosario Murillo ». Avant cette date, Chamorro avait déjà été inquiété par la police. Ces évènements s'inscrivent dans un contexte national de censure et d'intimidation de la presse à la suite des manifestations d'avril 2018.
Un mois avant, le siège du journal a été perquisitionné par les forces de police qui ont confisqué le matériel suivant : 30 ordinateurs, du matériel d'édition, des appareils photos, des radios et des documents comptables et administratifs.
Les collaborateurs du journal ont reçu les prix suivants :
- Prix de l'Excellence Journalistique (2019) de la société interaméricaine de presse à Carlos Alberto Herrera (photojournaliste et éditeur graphique) pour avoir documenté « de manière brillante la répression du gouvernement de Daniel Ortega, la douleur des victimes, la vaillance et la résistance de la population nicaraguayenne durant les manifestations de 2018 »[6].
- Prix Maria Moors Cabot (2019) de l'Université de Columbia au caricaturiste Pedro Xavier Molina[7].